# Андреев, Сергей Михайлович
Сергей Михайлович Андреев (1852—1925) — генерал-майор Русской императорской армии, участник русско-японской войны.

## Биография
Сергей Михайлович Андреев родился 23 октября 1859 года. Окончил 1-ю Санкт-Петербургскую гимназию. С 13 июля 1877 года служил в Русской императорский армии. В августе 1880 года Андреев окончил Михайловское артиллерийское училище, после чего служил в 3-й гвардейской гренадёрской артиллерийской бригаде. Позднее он по второму разряду окончил Николаевскую военную академию Генерального штаба. 18 января 1899 года Андреев Высочайшим Указом был произведён в полковники и был назначен на должность командира 3-й батареи лейб-гвардии 2-й артиллерийской бригады. Участвовал в русско-японской войне.
После окончания войны служил командиром батальона, уездным воинским начальником. 14 апреля 1913 года Андреев за отличие Высочайшим Указом был произведён в звание генерал-майора. С 4 ноября того же года он служил начальником Московской местной бригады. Некоторое время командовал 11-й пехотной запасной бригадой, но в сентябре 1914 года вновь возглавил Московскую местную бригаду, командовал ей на протяжении всего периода участия России в Первой мировой войне. После установления Советской власти остался в Советской России. Скончался в 1925 году, похоронен на Новодевичьем кладбище Москвы.
Был награждён орденами Святого Станислава 2-й степени, Святой Анны 2-й степени с мечами, Святого Владимира 3-й и 4-й (с мечами и бантом) степеней.